# Horace Ashenfelter
Horace Ashenfelter, IIIe du nom, (né le 23 janvier 1923 à Phoenixville en Pennsylvanie et mort le 6 janvier 2018 à West Orange dans le New Jersey) est un athlète américain, spécialiste du steeple et du fond.
Il participa aux compétitions d'athlétisme de 1947 à 1956, après avoir servi pendant la Seconde Guerre mondiale et terminé ses études à l'université d'État de Pennsylvanie (Penn State).
Il remporte par surprise le steeple des Jeux olympiques d'Helsinki en 1952, devant le Soviétique Vladimir Kazantsev et le Britannique John Disley, en battant en 8 min 45 s 4 le record officieux de Kazantsev (l'IAAF n'accepta pas les records sur le steeple avant 1954).

## Sources
- Ressources relatives au sport :   - CIO
  - Olympedia
  - Temple de la renommée de l'athlétisme des États-Unis
  - Tilastopaja
  - Track and Field Statistics
- (en) Wallechinsky, David et Jamie Loucky, "Track & Field (Men): 3000-Meter Steeplechase" in The Complete Book of the Olympics - 2008 Edition, Londres, Aurum Press Limited, pp. 169-70, 2008.
- Athlétisme L'Équipe (magazine) n° 14 du mardi 13 janvier 1970 : fiche de carrière de l'athlète incluant une photographie.